# Birnie
Pour les articles homonymes, voir Birnie (homonymie).
Birnie, en anglais Birnie Island, est un atoll des Kiribati dans les îles Phœnix.

## Histoire

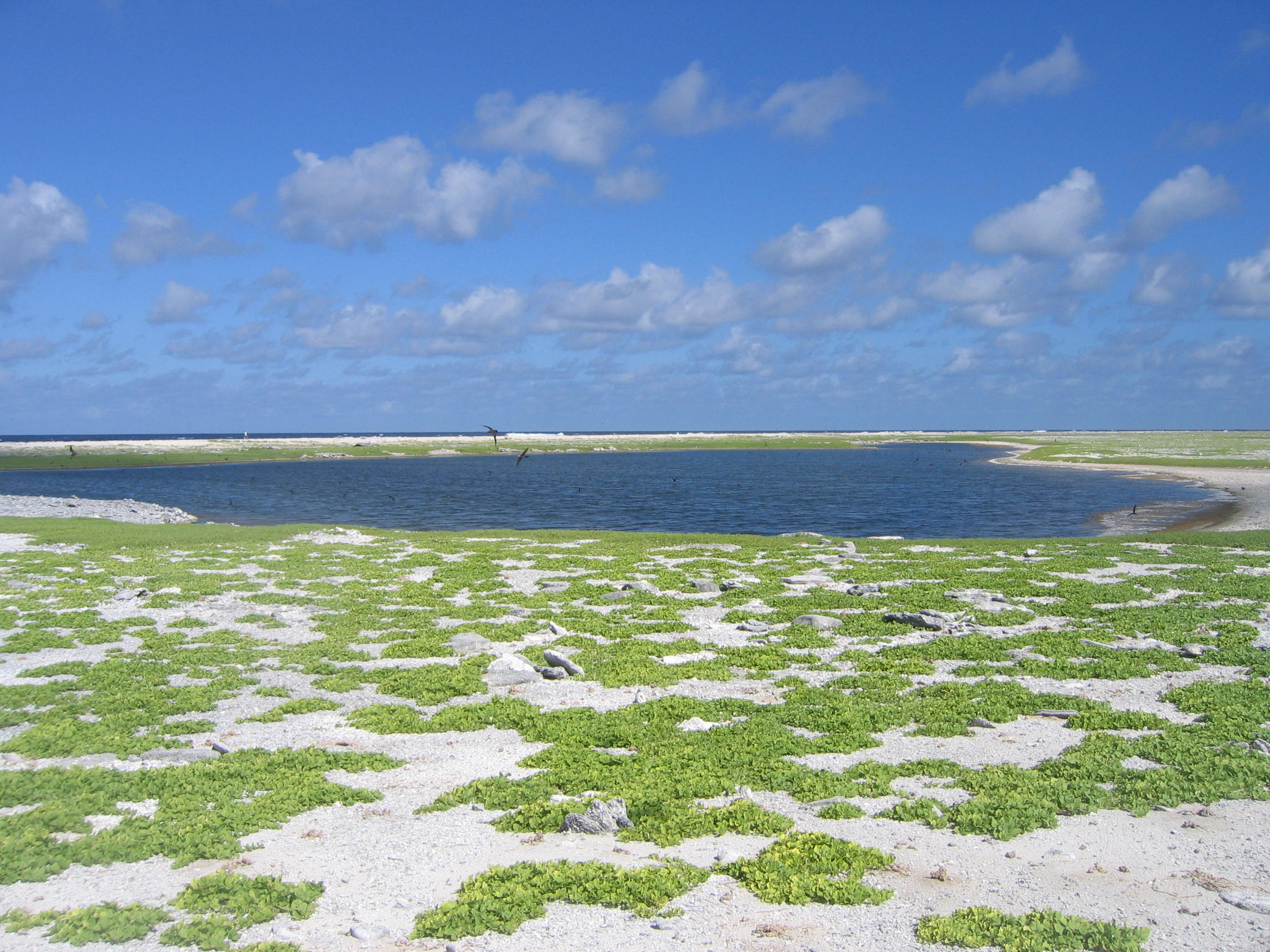
Le lagon de l'atoll.

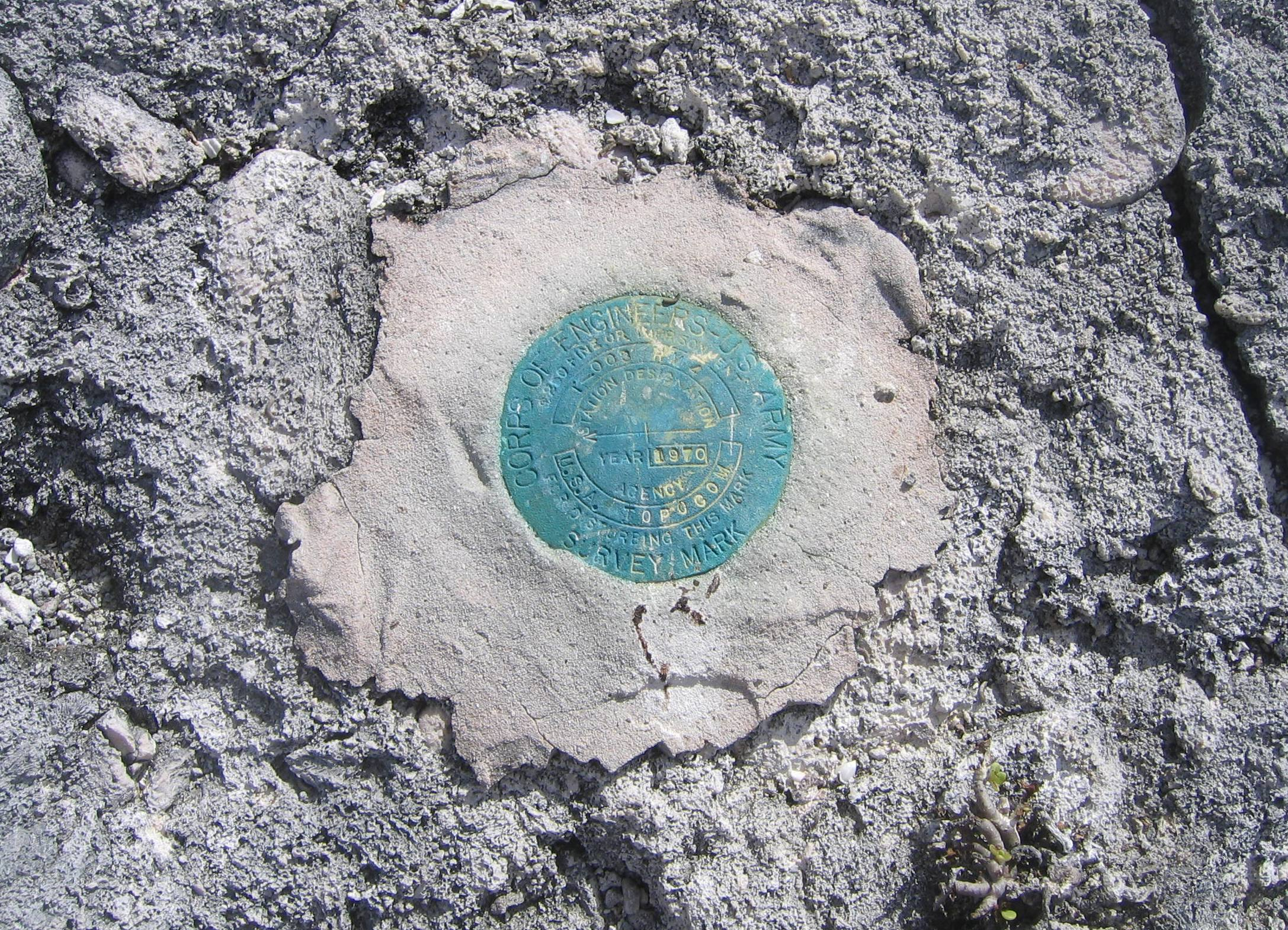
Repère topographique du Corps des ingénieurs de l'armée américaine.

L'atoll est découvert en 1823 par la baleinière Sydney Packet. C'est du propriétaire de ce navire, Alexander Birnie, que vient le nom de l'atoll. 
Dans les années 1860, les États-Unis revendiquent l'île en vertu du Guano Islands Act bien qu'il n'y ait aucune trace d'une quelconque exploitation de guano. Le 10 juillet 1889, le drapeau britannique est levé sur l'atoll qui devient un protectorat du Royaume-Uni. Une colonisation est un temps envisagée mais elle ne sera jamais mise en œuvre. En 1899, l'atoll est cédée à la Pacific Islands Company, Ltd. En 1916, l'atoll fait partie d'un groupe d'îles cédées pour 87 ans au capitaine Allen de la Samoan Shipping and Trading Company. Durant toute cette période, aucune exploitation de guano n'est entreprise.
Birnie devient une composante de la colonie britannique des Îles Gilbert et Ellice en 1937 avant de faire partie du nouvel État des Kiribati indépendant en 1979. Les États-Unis abandonnent leur revendication sur l'atoll avec le traité de Tarawa signé en 1979. Birnie est un atoll rarement visité bien qu'une expédition scientifique néo-zélandaise ayant pour mission d'éradiquer de l'île les rats et autres espèces invasives, ait été annoncée. 